# Pine Manor
Pine Manor ist ein census-designated place (CDP) im Lee County im US-Bundesstaat Florida.
Das U.S. Census Bureau hat bei der Volkszählung 2020 eine Einwohnerzahl von 4122 ermittelt.

## Geographie

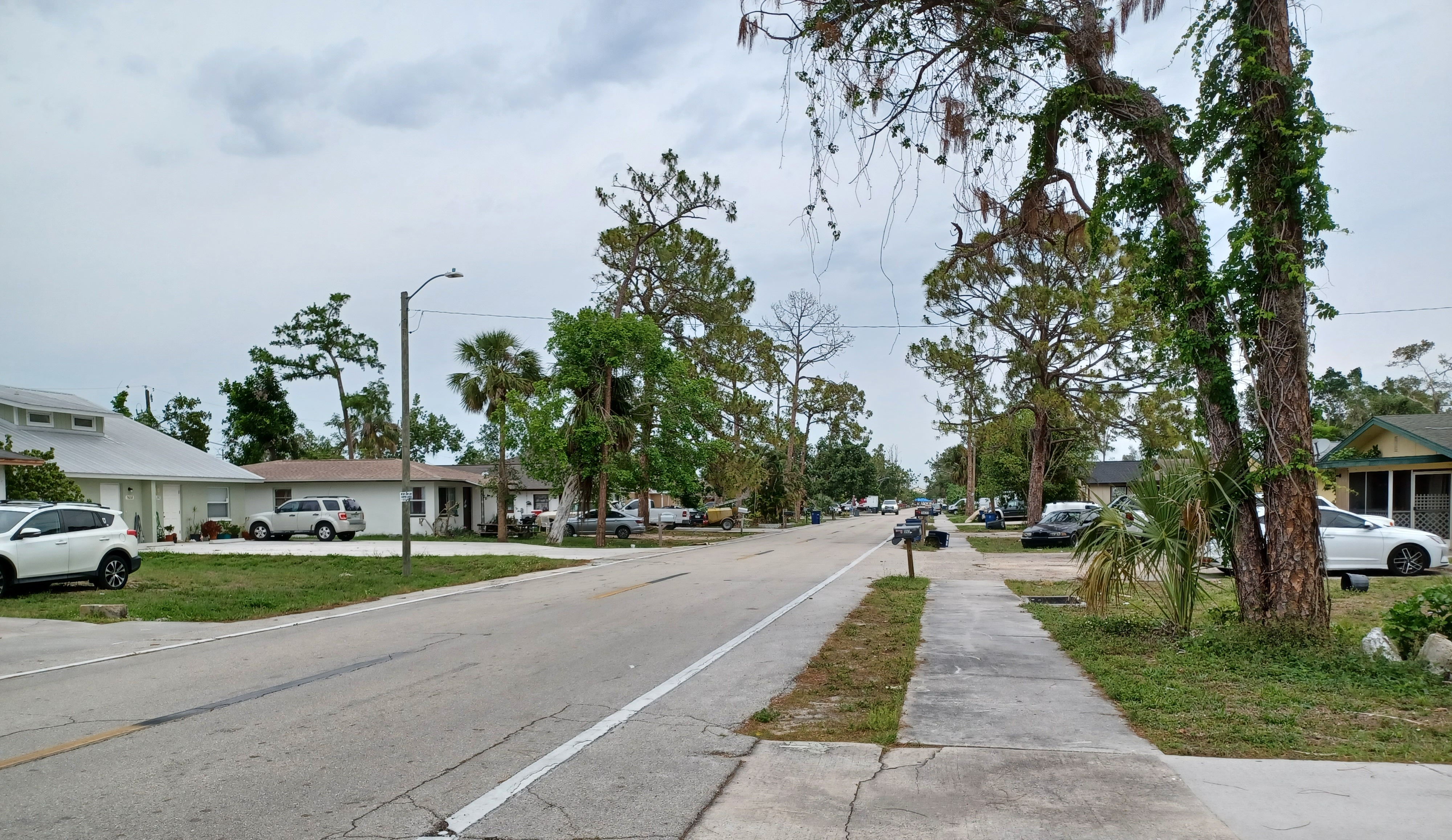
Eine Straße in Pine Manor

Pine Manor grenzt im Norden unmittelbar an Fort Myers und wird vom Tamiami Trail (U.S. Highway 41/Florida State Road 867) tangiert. Tampa befindet sich etwa 200 Kilometer und Miami 220 Kilometer entfernt.

## Demographische Daten
Laut der Volkszählung 2010 verteilten sich die damaligen 3428 Einwohner auf 1349 Haushalte. Die Bevölkerungsdichte lag bei 3116,4 Einw./km². 56,8 % der Bevölkerung bezeichneten sich als Weiße, 16,7 % als Afroamerikaner, 0,8 % als Indianer und 0,8 % als Asian Americans. 21,3 % gaben die Angehörigkeit zu einer anderen Ethnie und 3,6 % zu mehreren Ethnien an. 60,2 % der Bevölkerung bestand aus Hispanics oder Latinos.
Im Jahr 2010 lebten in 51,5 % aller Haushalte Kinder unter 18 Jahren sowie 8,5 % aller Haushalte Personen mit mindestens 65 Jahren. 68,9 % der Haushalte waren Familienhaushalte (bestehend aus verheirateten Paaren mit oder ohne Nachkommen bzw. einem Elternteil mit Nachkomme). Die durchschnittliche Größe eines Haushalts lag bei 3,33 Personen und die durchschnittliche Familiengröße bei 3,63 Personen.
34,4 % der Bevölkerung waren jünger als 20 Jahre, 37,8 % waren 20 bis 39 Jahre alt, 20,5 % waren 40 bis 59 Jahre alt und 7,4 % waren mindestens 60 Jahre alt. Das mittlere Alter betrug 28 Jahre. 54,9 % der Bevölkerung waren männlich und 45,1 % weiblich.
Das durchschnittliche Jahreseinkommen lag bei 26.750 $, dabei lebten 37,2 % der Bevölkerung unter der Armutsgrenze.
Im Jahr 2000 war Englisch die Muttersprache von 56,53 % der Bevölkerung, spanisch sprachen 40,88 % und 2,58 % sprachen französisch.